# Koháry István (katona)
Báró csábrági és szitnyai Koháry István (1616 – Léva, 1664. július 19.) Hont vármegye főispánja, magyar katona.

## Élete

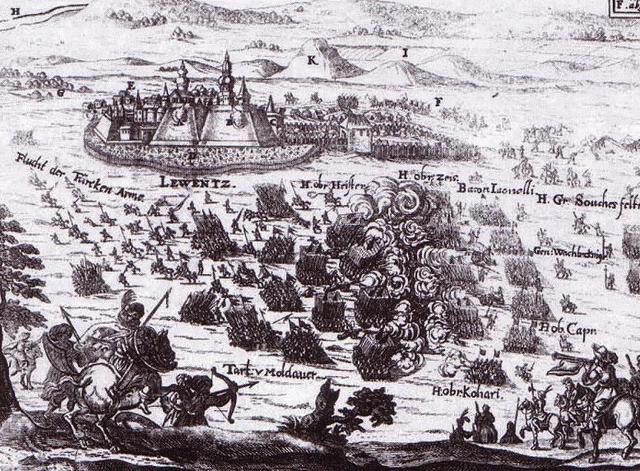
A lévai csata 1664. július 19-én, alul Koháry István, csapataival

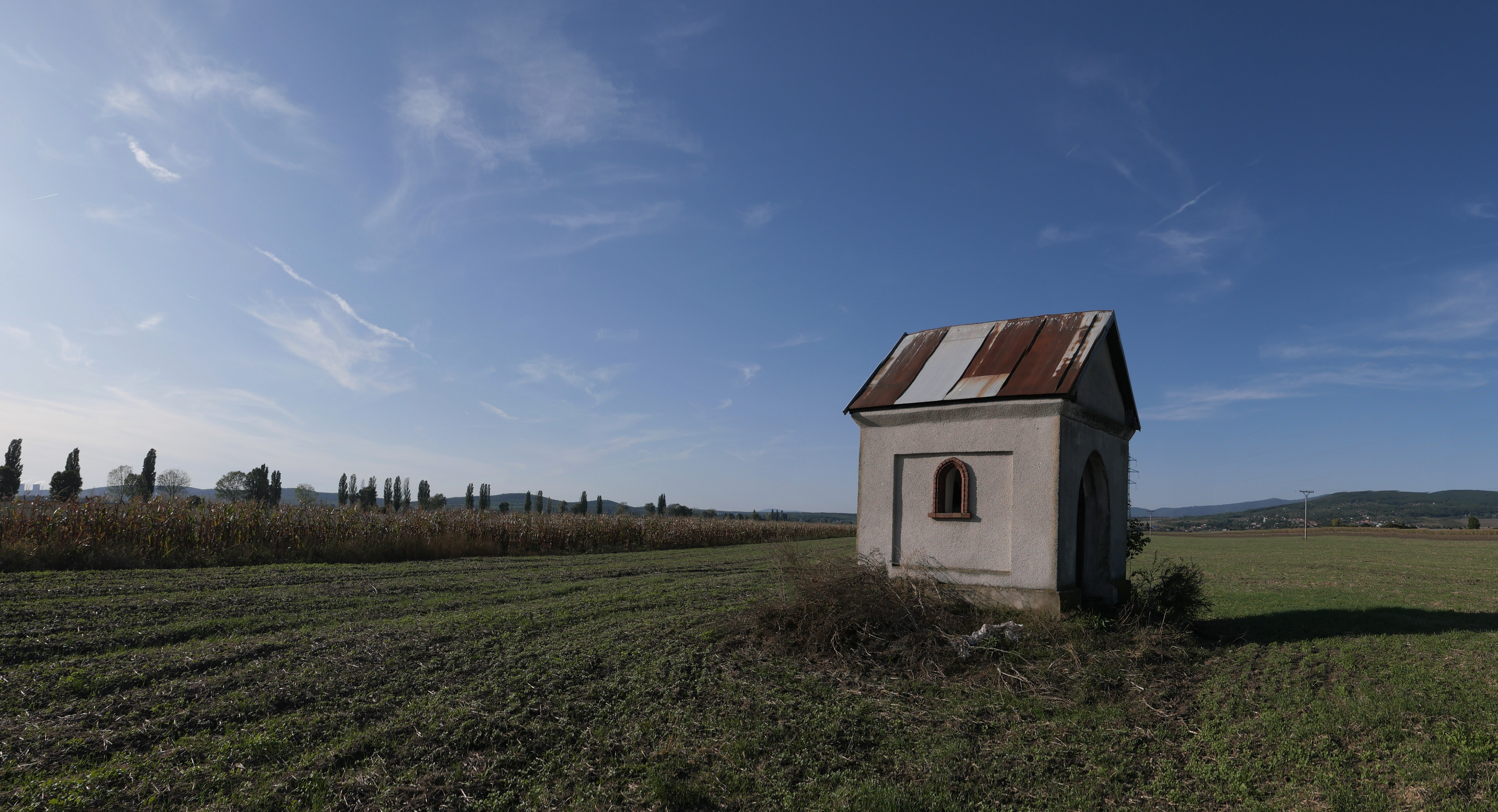
Koháry kápolna Garamkeszi határában

Édesapja Koháry Péter, édesanyja Kazy Borbála. Korán árvaságra jutott, gyámja Esterházy Dániel lett. Már 1629-ben szerepel az oklevelekben, amikor apjával együtt Beluja helység birtokába iktatták. Amint felserdült, átvette apja örökségét és Csábrágon telepedett le. Itt érte őt I. Rákóczi György támadása, ennek hírére Koháryt Pozsonyba rendelték. Alighogy elhagyta a várat, Rákóczi egyik hadnagya Bornemissza Pál elfoglalta Csábrágot. 1647. szeptember 23-án Szécsény várának főkapitányává, 1657-ben, pedig Fülek örökös főkapitányává nevezték ki. 1661. április 10-étől Hont vármegye főispánja lett, ettől kezdve a tisztség öröklődött a családban. 1664-ben I. Lipót altábornaggyá és bányavidéki főkapitánnyá nevezte ki. Ez ellen ugyan tiltakozott, de császári parancsra De Souches tábornagyhoz csatlakozott, aki Léva elfoglalása után a Vághoz akart visszahúzódni. Ekkor azonban Ali esztergomi pasa Léva felé fordult és azt ostrom alá vette. A hírre De Souches és csapatai megindultak a vár felmentésére. Koháry István mint az előhad vezére, kisebb csatározásokba bocsátkozott a törökökkel, feladata a Garam átjáróinak védelme volt a fősereg megérkezéséig. Július 19-én mint a jobb szárny parancsnoka harcolt, de már a csata kezdetén halálos lövést kapott, a lövéstől megrémült lova egészen a garamkeszi határig hurcolta holttestét. Ahol tetemét megtalálták kápolna őrzi emlékét, rajta a következő felirat olvasható:
```
                                 AD LEVAM DEXTRE STEPHANUS KOHÁRY
                              PRO PATRIA OCCUBUIT CAESARE PROQUE DEO.

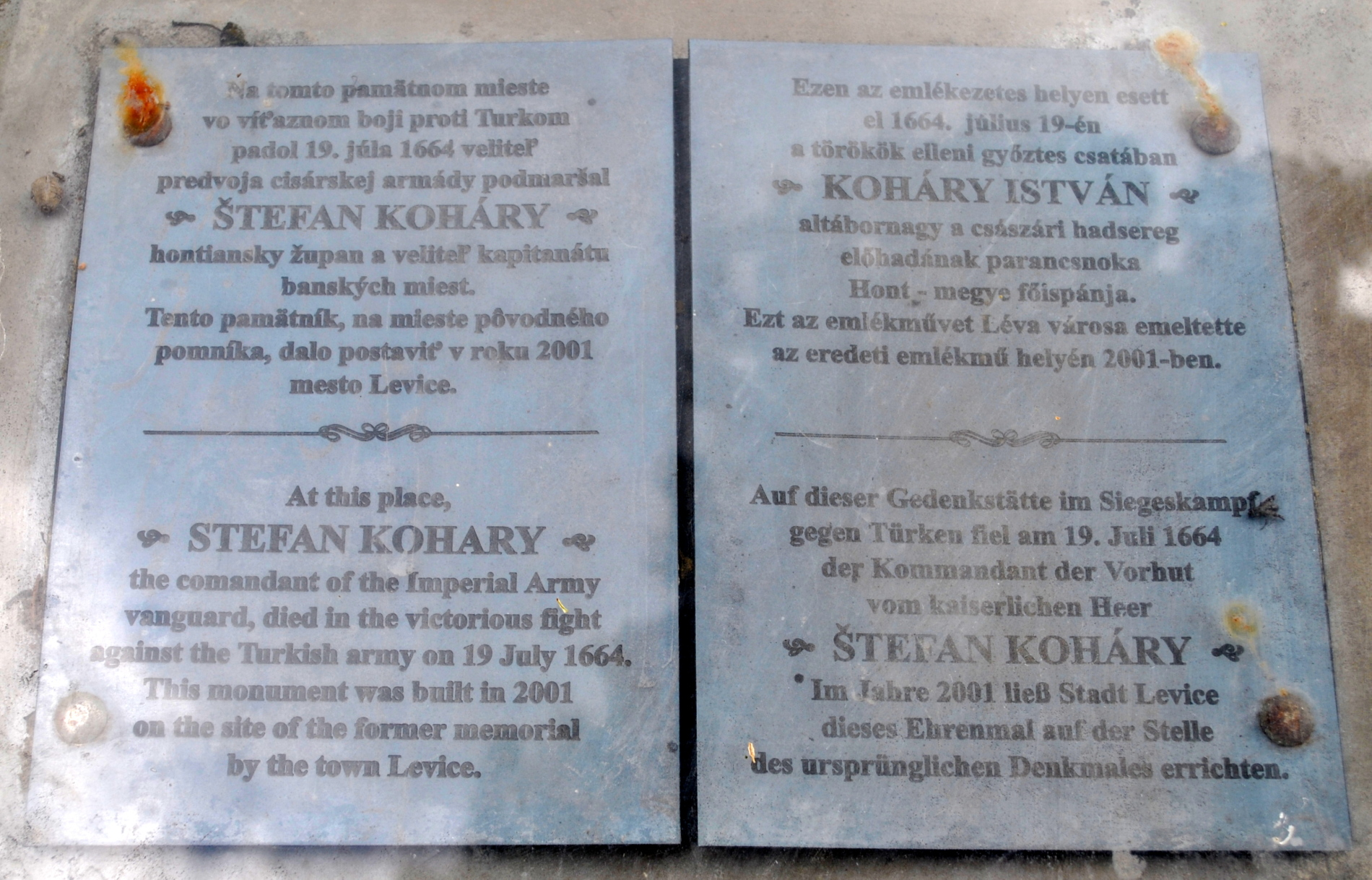
Koháry-emlékmű a lévai csata helyszínén, Koháry utca

```

## Családja
Kétszer nősült, két felesége:
- divékújfalusi Újfalussy Éva
- gróf gyarmati Balassa Judit (?-1684)

Mind a hat gyermeke második feleségétől született:
- II. István (1649-1731)
- Judit (1650-1718)
- Imre (1652-1664)
- Farkas (1654-1704)
- I. János (1657. június 13. - 1690), 1682-ben Thököly ellen harcolt, de fogságba esett. Először Kassán, majd Ungváron raboskodott. Miután kiszabadult részt vett Buda 1686-os visszafoglalásában. Nagy Iván szerint 1696-ban, 39 évesen halt meg és a garamszentbenedeki apátságban helyezték örök nyugalomra. Nejétől, orbovai Jakusith Polixéniától (mh. 1712) gyermekei nem maradtak.
- Gábor (1659-?), aki ferences rendi barát lett

I. Lipót 1685. július 15-én Koháry I. Istvánnak három fiát emelte grófi rangra: II. Istvánt, I. Farkast és I. Jánost. Koháry I. Gábor ekkor szerzetesként a világtól elvonultan élt, így a grófi rangot az uralkodó rá nem terjesztette ki.